# Vervò
Vervò és un antic municipi italià, dins de la província de Trento. L'any 2007 tenia 680 habitants. Limitava amb els municipis de Kurtatsch an der Weinstraße (BZ), Roverè della Luna, Taio, Ton i Tres.
L'1 de gener 2015 es va fusionar amb els municipis de Smarano, Taio, Tres i Coredo creant així el nou municipi de Predaia, del qual actualment és una frazione.

## Administració
| Període | Identitat     | Partit        |
| ------- | ------------- | ------------- |
| 2008-   | Claudio Chini | Llista cívica |